# Karl Christian Trampe
Karl Christian greve Trampe (25. maj 1924 i Odense – 9. maj 2014) var en dansk søofficer og hofmand. Han har været frihedskæmper, ceremonimester, hofchef og hofmarskal. Hans hustru var hofdame Johanne Marie Trampe.  

## Militær karriere
Karl Christian Trampe er søn af oberst, greve Christian Trampe. Han blev student 1943, søløjtnant 1948 og kaptajnløjtnant 1953. Han var i 1953 chef for minelæggeren Lougen og havde kommandoen, da der den 27. marts 1953 ved anløb til kaj skete en kraftig eksplosion, som kostede tre mand livet og flere kvæstede.
Han var adjudant hos chefen for Søværnet A.H. Vedel 1954-57, chef for minestrygereskadren 1957-60 og blev orlogskaptajn 1960.

## Karriere ved hoffet
I 1961 blev Trampe adjudant hos H.M. kong Frederik IX. Han blev ceremonimester ved kong Frederik IX's hof 1963, kammerherre 1965 og hofmarskal 1968. Han havde det overordnede ansvar for kongens begravelse i januar 1972. Efter kongens død fortsatte han som hofchef hos H.M. dronning Ingrid 1972 indtil sin pensionering i 1994.

## Modstandsaktiviteter
Faderen Christian Trampe var med i ledelsen af en militær modstandsgruppe i Fredericia.
Karl Christian Trampe deltog atten år gammel den 15. februar 1943 i den først kendte/registrerede sabotageaktion ved Fredericia ved et forgæves forsøg på at sprænge et tysk ammunitionstog i luften. Han fik som straf otte måneder i Vestre Fængsel. Han rejste ti dage efter sin løsladelse fra Fredericia arrest som nittenårig til København for at blive aspirant på Søofficersskolen (den civile kadetskole) og blev en del af Marinens modstandsbevægelse. Han boede under skiftende dæknavne og dækadresser fra omkring slutningen af 1943 til befrielsen maj 1945 og måtte bl.a. flygte fra en dækadresse, da bofællen var blevet taget. Han hentede senere de godt skjulte våben i lejligheden.  
I september 1944 i kom han i en deling under modstandsgruppen Holger Danske. Efter at fem ud af femogtyve i gruppen inden for kort tid var blevet dræbt, blev gruppen lagt ind under Marinen i den særlige "kadetgruppe" under Holger Danske. Trampe deltog i diverse sabotageaktioner, våben- og persontransporter herunder til Sverige, samt formentlig også i likvideringer/ikvideringsforsøg af stikkere.  
Trampe deltog mod slutningen af besættelsen i bl.a et direkte angreb på besættelsestropperne på Garderkasernen i København. Han undslap kortvarigt til Sverige ved at tvinge en række lodsbåde til at sejle derover. Han deltog i befrielsesdagene i aktioner mod snigskytter herunder på tagene samt deltog i beskydning af Dagmarhus, hvor der var Gestapofolk, der ikke ville overgive sig. Han blev beskudt af to HIPO-vogne (danske nazi-sympatisører) på Nørrebros Runddel. 
Derpå blev Trampe tolk for de britiske befrielsestropper, herunder i Kiel. Han blev juni 1945 under en patrulje i Kiel livstruende såret ved en britisk soldats vådeskud, hvor kuglen satte sig i lungen og ikke kunne bortopereres.

## Tillidshverv
Han var medlem af bestyrelsen for Kong Frederik 9.s hjem, for Dronning Ingrid's hjem, for Dronningens Centralkomité af 1914, for A.P. Møller og Hustru Chastine McKinney Møllers Fond til Almene Formaal, for Højgaard Holding A/S, for Levison jr. A/S, G. Schou og Co. A/S, Nordisk Factoring A/S, Dansk Kapitalanlæg A/S, m.fl. Tidligere formand for Foreningen til udgivelse af Danmarks Adels Aarbog og medlem af direktionen for Det Kongelige Vajsenhus. Administrator for den selvejende fond Jagtejendommen i Trend Skov, overordentlig medlem af Amalienborg-Klubben (foreningen for politivagten på Amalienborg under besættelsen).
Trampe blev gift 26. april 1952 med Johanne Marie Tarp (1929-2012), datter af stabslæge Lauritz C. Tarp.

## Dekorationer
- Storkors af Dannebrogordenen med bryststjerne i diamanter (16. marts 1989)
- Dannebrogordenens Hæderstegn (27. september 1994)
- Erindringsmedaillen i anledning af Hendes Majestæt Dronning Margrethe II's 25 års regeringsjubilæum
- Mindemedaljen i anledning af hundredårsdagen for Kong Frederik den IX.s fødsel
- Kong Frederik den IX.s mindetegn
- Erindringsmedaillen i anledning af 50-års dagen for Hendes Majestæt Dronning Ingrids ankomst til Danmark
- Dansk Røde Kors' hæderstegn
- Den islandske Falkeorden
- Etiopiens Stjerneorden
- Republikken Italiens Fortjenstordenen
- Georg den I.s Orden
- Krone Orden (Mongkut-Siam)
- Kroneordenen (Belgien)
- Leopolds Orden
- Nordstjerneorden
- Phønix Ordenen
- St. Gregorius den Stores Orden
- Sømilitære Fortjenstmedalje
- Tunesiske Republiks Orden
- Victoriaordenen
- Kommandør i den franske Æreslegion
- Ærestegn for Fortjenester (Østrig)